# Ságvár
Ságvár é um município da Hungria, situado no condado de Somogy. Tem 38,44 km² de área e sua população em 2019 foi estimada em 1.807 habitantes.